# Josef Frolík
Josef Frolík (22. září 1928 Libušín – květen 1989?) byl příslušník Státní bezpečnosti, který v roce 1969 emigroval do Spojených států amerických, kde pracoval jako špión ve službách CIA.

## Dětství
Josef, rozený Lukeš začal používat jméno Frolík v sedmi letech poté, co se jeho matka vdala za kladenského dělníka Josefa Frolíka. Přesto vyrůstal u prarodičů. Absolvoval měšťanskou školu a ke konci druhé světové války byl totálně nasazen. Po válce vystudoval obchodní akademii ve Slaném a působil v administrativě Rudého práva, přičemž studoval Vysokou školu ekonomickou.

## Práce pro KSČ
Roku 1947 vstoupil do Komunistické strany Československa. Už v roce 1948 se rozhodl svědčit proti jednomu ze svých profesorů. Profesor Gargel byl nakonec označen za reakcionáře a odsouzen ke třem měsícům vězení. Roku 1955 přešel na IV. správu ministerstva vnitra (ekonomická rozvědka) a o pět let později dokonce na I. správu. Zde působil v letech 1964–1966 na rezidentuře v Londýně. V následujících letech se zaměřil na špionáže a zpravodajské hry, zaměřené proti CIA. Po roce 1968 se však rozhodl nasbírat co nejvíce tajných informací a s pomocí CIA se mu v roce 1969 nakonec podařilo emigrovat. Balkánskou cestou dopravil do Spojených států amerických automobil, v jehož podvozku byly ukryty důležité dokumenty.

## Emigrace
Hned po emigraci byl hojně využíván střídavě CIA, MI5 a MI6. Senát Spojených států amerických ho označil za jednoho z nejvýznamnějších politických přeběhlíků po druhé světové válce, Spojené království mu dokonce nabízelo vysokou vojenskou hodnost. V Československu byl roku 1971 odsouzen k smrti. Roku 1975 však těžce onemocněl a od té doby se přestal kvůli zdravotním problémům výrazněji angažovat. V září roku 1987 mu byla zjištěna rakovina jater, které zřejmě podlehl v květnu 1989. Existuje však i teorie, že nadále žije ve Spojených státech amerických pod tajnou identitou.
V České republice vyšly dvě jeho pamětní knihy, Špion vypovídá a Špion vypovídá II, dle kterých se česká veřejnost poprvé dozvěděla o špionážních praktikách československé rozvědky.